# Alfheim

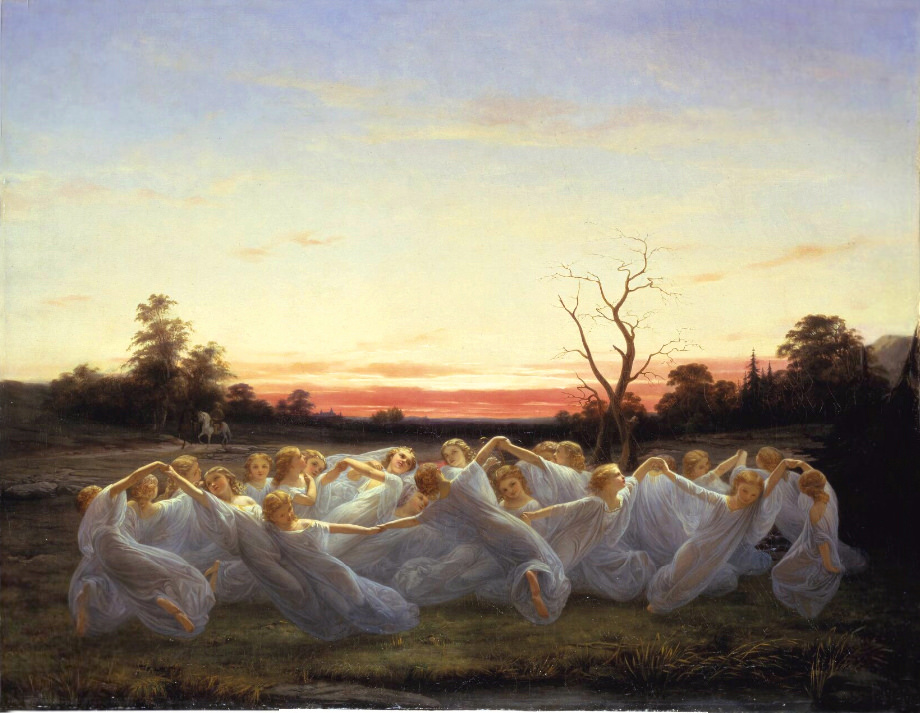
Prat dels Elfs, per Nils Blommér, 1850

Alfheim (en nòrdic antic, Álfheimr, "llar dels elfs") és un dels Nou Mons i la llar dels Elfs de la llum (ljósálfar) de la mitologia nòrdica.

## En els textos nòrdics antics
Alfheim com a llar dels elfs s'esmenta només dues vegades en els textos nòrdics.
Al poema Grímnismál es descriu dotze habitatges divins que comencen en l'estrofa 5 amb:
Ýdalir ells anomenen el lloc on Ull

va establir un saló per a ell;

i Alfheim els déus van donar a Frey

com una dent-regal pels temps antics.
Un dent-regal era un regal donat a un nadó a la cort per la seva primera dent.
Al text eddic del segle xii, Gylfaginning, Snorri Sturluson es refereix a la primera d'una sèrie de morades al cel:
 Allò que anomene Alfheim és on habiten els pobles anomenats ljósálfar, però els Døkkálfar (Elfs de la Foscor) habiten a la terra i són diferents en aparença, però encara molt més diferents en caràcter. Els Elfs de la LLum són més brillants quan els mires que el sol, però els Elfs de la Foscor són més negres que el quitrà.

El conte més endavant, en parlar d'una sala anomenada Gimlé i l'extrem més meridional del cel que sobreviurà quan el cel i la terra hàgin mort, explica:
 Es diu que un altre cel hi ha cap avall i cap amunt d'aquest, i es diu Andlang (Andlangr, Endlong), però al tercer cel és encara per sobre d'aquests, i és anomenat Vídbláin (Vídbláinn, "Wide-blue") i per sobre d'aquest cel pensem que està. Però creiem que ningú sinó els Elfs de la lumm habiten aquestes mansions ara.
No s'indica si aquests cels són idèntics a Alfheim o diferents. Alguns textos diuen Vindbláin (Vindbláinn, "Wind - blue") en lloc de Vídbláin.
Els comentaristes moderns especulen (o, de vegades, ho donen com un fet) que Alfheim va ser un dels nou mons (Heima) esmentats en l'estrofa 2 del poema eddic Völuspá.

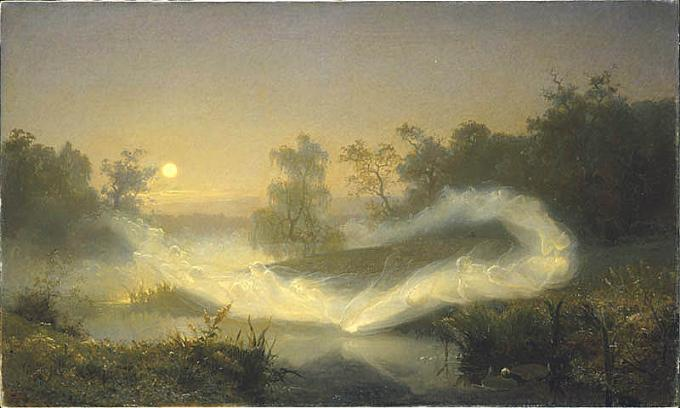
Elfs ballant. August Malmström, 1866

En els llibres islandesos anomenats Kjalnesingasaga (contes Kjalnesing), Bui, de 13 anys, entra a Álfheimr per tal de trobar un símbol, propietat de Dofri, rei dels elfs. Allà coneix a la filla de Dofri, Fríður era el seu nom, que significa bella, i quan cau la nit va a la seva cambra, i "es diverteixen durant tota la nit". Més tard ella ajuda a Bui a trobar el símbol i, al mateix temps, li diu a Bui que ella està esperant el seu nadó. Bui llavors ha de tornar amb el símbol al rei de Noruega i quan es diuen adéu ella li diu que si el nadó neix nena ella se la quedaria, però si fóra un nen l'enviaria a Bui als 12 anys. Si Bui no li donés la benvinguda, patiria. 12 anys més tard un nen anomenat Jökull navega des de Noruega a veure a Bui. Jökull afirma que ell és el fill de Bui i Fríður però Bui ho nega: "El meu fill no és petit i miserable, és fort i poderós!", va dir. Bui va insistir en retar-lo en combat per demostrar les seves paraules però Fríður era amb ell.

## En la cultura popular
- J.R.R. Tolkien va escriure'l com un anglicisme a Eldamar en l'idioma dels elfs, Quenya. En els seus contes, Eldamar és una regió costanera de la Terres Imperibles a l'Extrem Occidental. El Gran Rei dels Elfs a l'Oest era Ingwë, un ressò del nom Yngvi es troba sovint com un nom per Frey, la morada del qual era Alfheim, segons el Grímnismál.
- En l'anime i novel·les Sword Art Online el segon arc es basa en Álfheimr, conegut com a Alfheim.